# Everaldo Matsuura
Everaldo Matsuura (Maringá, 1 de outubro de 1970) é um enxadrista brasileiro, detentor do título de Grande Mestre de Xadrez. 

## Carreira
Iniciou-se no jogo de xadrez graças ao seu pai e seus dois irmãos (entre eles, o Mestre FIDE Frederico Matsuura). Já foi Campeão Paulista (1998), Paranaense (2002), Catarinense (2003) e brasileiro (1991 e 2016), tendo conquistado o primeiro campeonato nacional quando tinha 21 anos. Venceu, ainda, o Campeonato Panamericano (1993) e é cinco vezes Campeão Brasileiro de Jovens. Tornou-se Mestre Internacional (MI) aos 26 anos. 
Em 2001 e 2003, Matsuura também foi vice-campeão brasileiro de xadrez, além de representar o Brasil em Olimpíadas de Xadrez.
Entre suas mais expressivas conquistas, destacam-se ainda o 4º lugar no Mundial de Cadetes, disputado em Rio Gallegos, Argentina (1986), duas participações em Olimpíadas de Xadrez, representando o Brasil, e a classificação inédita para a Copa do Mundo da FIDE, com o 6º lugar no IV Torneio Continental de Cali, Colômbia (2007). Em 2016, tornou-se bicampeão brasileiro.
Em 7 de dezembro de 2010, conseguiu a sua norma definitiva de Grande Mestre de Xadrez (GM). O título de GM é concedido a jogadores que possuem três normas e um rating ELO acima de 2500 pontos. Matsuura só não detinha a titulação porque sua terceira norma precisava ser oficialmente confirmada, mediante apresentação de uma série de documentos referentes ao Campeonato Brasileiro de 2001, o que estava em trâmite entre a CBX e os organizadores daquele torneio. Com a conquista, tornou-se o 11º GM do Brasil

## Principais títulos
- Campeonato Brasileiro u18: (1987) [6]
- 3° Campeonato Brasileiro u26
- Campeonato Brasileiro (1991, 2016)[7][8]
- Magistral Casa do Mestre (1995)[9]
- Torneio Internacional Juscelino Kubitschek (2002)[10]